# 's-Gravenhof ('s-Gravenwezel)

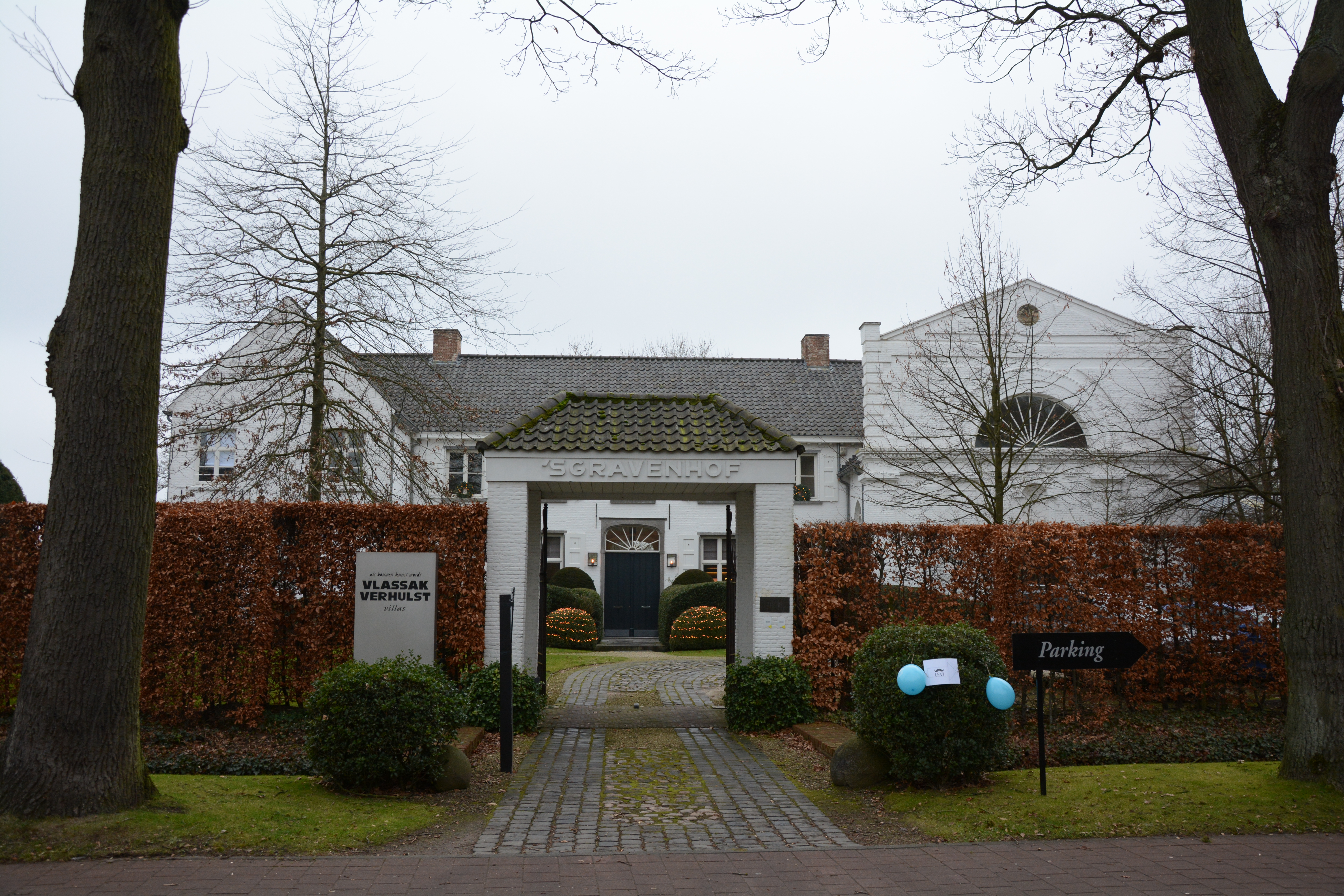
's-Gravenhof

Het  's-Gravenhof is een gebouwencomplex in de tot de Antwerpse gemeente Schilde behorende plaats 's-Gravenwezel, gelegen aan de Moerstraat 53.

## Geschiedenis
In 1657 werd het eerste gebouw gerealiseerd door de familie De Caters. Voor 1746 kwam het in bezit van de familie De Grauw en werd de centrale vleugel opgericht. In 1746 kwam het weer in bezit van de familie De Caters en vanaf 1828 werd het verhuurd aan barones Gillès de Pélichy. Deze stelde het ter beschikking aan de Zusters der Christelijke Scholen van Vorselaar die hier tot 1830 een school beheerden, het latere Heilig Hart van Maria-instituut.
Van 1830-1880 bleef het gebouw leeg staan, waarna het in gebruik werd genomen door een Franse kloostergemeenschap. De familie Gillès de Pélichy gaf in de daaropvolgende decennia opdracht om een kapel op te richten en de westvleugel te bouwen. In 1927 werd het gebouw als restaurant in gebruik genomen en na de Tweede Wereldoorlog is het een manege geweest. Uiteindelijk werd het gebouw opgeknapt en kwam er een villabouwer in het pand.